# Biónica
La biónica es la aplicación de soluciones biológicas a la técnica de los sistemas de arquitectura, diseño, ingeniería y tecnología moderna. Etimológicamente, la palabra viene del griego "bios" ('vida') y el sufijo "´-ico" ('relativo a').

## Historia
La inspiración en la naturaleza para diseñar productos es innata al ser humano. La arquitectura, los diseños de máquinas, desde tiempos históricos, miran la estructura de animales y plantas para aplicar sus desarrollos al diseño ciudades o pequeños objetos. Leonardo da Vinci se inspiró en aves para diseñar el ornitóptero 2 y otros diseños para volar, algunos autores como Jack E. Steele le consideran el primer creador biónico. Así podemos considerar la historia de la biónica desde los estudios iniciales de 1510 realizados por Leonardo da Vinci sobre el embrión humano, al oído biónico presentado en 2017 en la Real Academia Europea de Doctores como un desarrollo de un implante coclear.
Asimismo, existe la ingeniería biónica, que abarca varias disciplinas con el objetivo de concatenar (hacer trabajar juntos) sistemas biológicos y electrónicos. Por ejemplo, para crear prótesis activadas por los robots controlados por una señal biológica o crear modelos artificiales de cosas que solo existen en la naturaleza, como la visión artificial y la inteligencia artificial (también llamada cibernética).
Se podría decir que la biónica es la rama de la cibernética que trata de simular el comportamiento de los seres vivos haciéndolos mejores en casi todas las ramas por medio de instrumentos mecánicos.
Los seres humanos son organismos dotados de una gran variedad de instrumentos de medición, de análisis, de recepción de estímulos y de reacción y respuesta, esto es gracias a los cinco sentidos que hemos desarrollado. Crear máquinas que se comporten como cerebros humanos, capacitadas para observar un comportamiento inteligente y aprender de él, es parte del campo de la investigación de la robótica y la inteligencia artificial (IA). Dentro de ese comportamiento inteligente se encuentran tanto las actividades relacionadas con el raciocinio, es decir, estrategia y planeamiento de proyectos, como con la percepción y reconocimiento de imágenes, colores, sonidos, etc. Así mismo el diseño y planeamiento urbanístico han hecho uso de la inspiración biológica para desarrollar sistemas de habitabilidad para el ser humano.

## Campos de aplicación de la biónica
Las aplicaciones son inmensas y no están solo limitadas a ampliar nuestras capacidades sensoriales. A continuación se listan algunos campos de aplicación de la biónica. Todas tienen en común la inspiración en diseños de la naturaleza, animales, vegetales, sus estructuras y sus mecanismos de adaptación al entorno saludable.

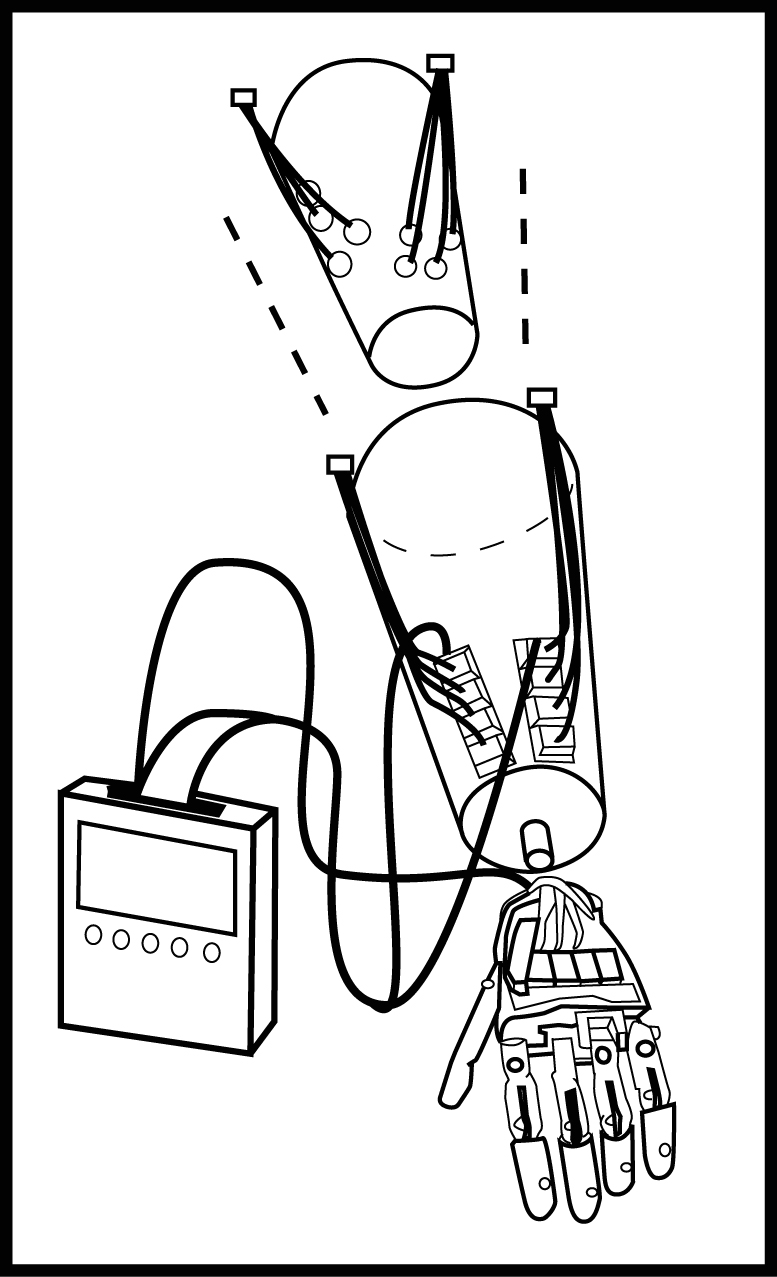
Biónica aplicada a prótesis humanas.

### Medicina
En medicina, biónica significa la sustitución o mejora de órganos u otras partes del cuerpo por versiones mecánicas. Los implantes biónicos se diferencian de las meras prótesis al imitar la función original muy de cerca, o incluso superarla.
Utilizando el concepto de biónica al deporte, y en general al estudio del funcionamiento del cuerpo humano, ha sido posible crear simuladores y analizadores computarizados de las técnicas de los deportistas de alto rendimiento que permiten hacer análisis computacional y estadístico del movimiento del cuerpo humano en diferentes situaciones. Esto permite evaluar las zonas de oportunidad de mejora en sus técnicas funcionales, ya sea para enfocar de manera correcta un entrenamiento, así como utilizar estos conocimientos en el diseño de prótesis, por ejemplo para personas que han perdido un brazo o una pierna, como el ingeniero y biofísico Hugh Herr. El ámbito de la bioingeniería aplicado al cuerpo humano está desarrollando diferentes mejoras, destacar también el llamado oído biónico, presentado en 2017 en la Real Academia Europea de Doctores.

### Arquitectura

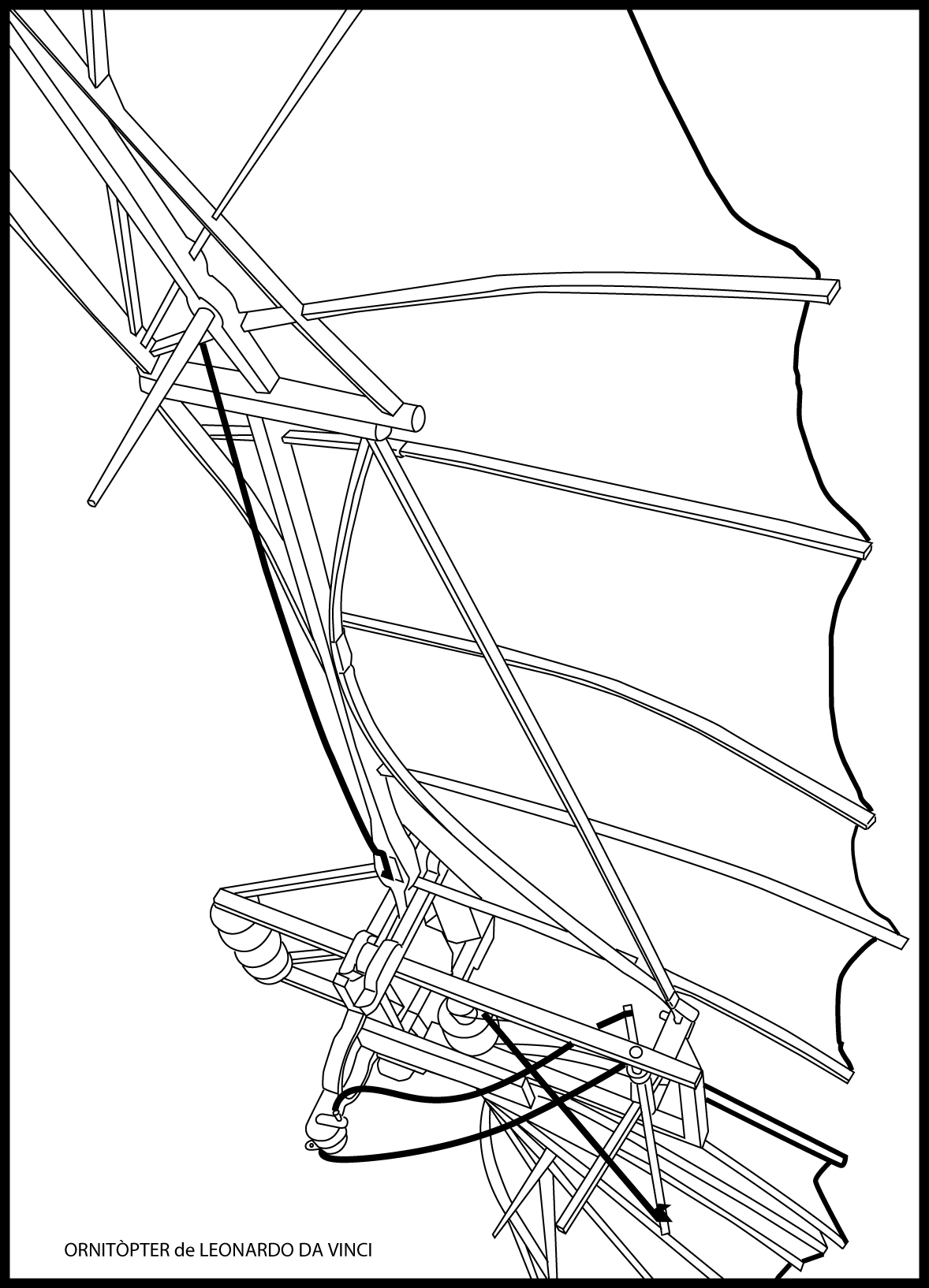
Ornitóptero2, Leonardo Da vinci

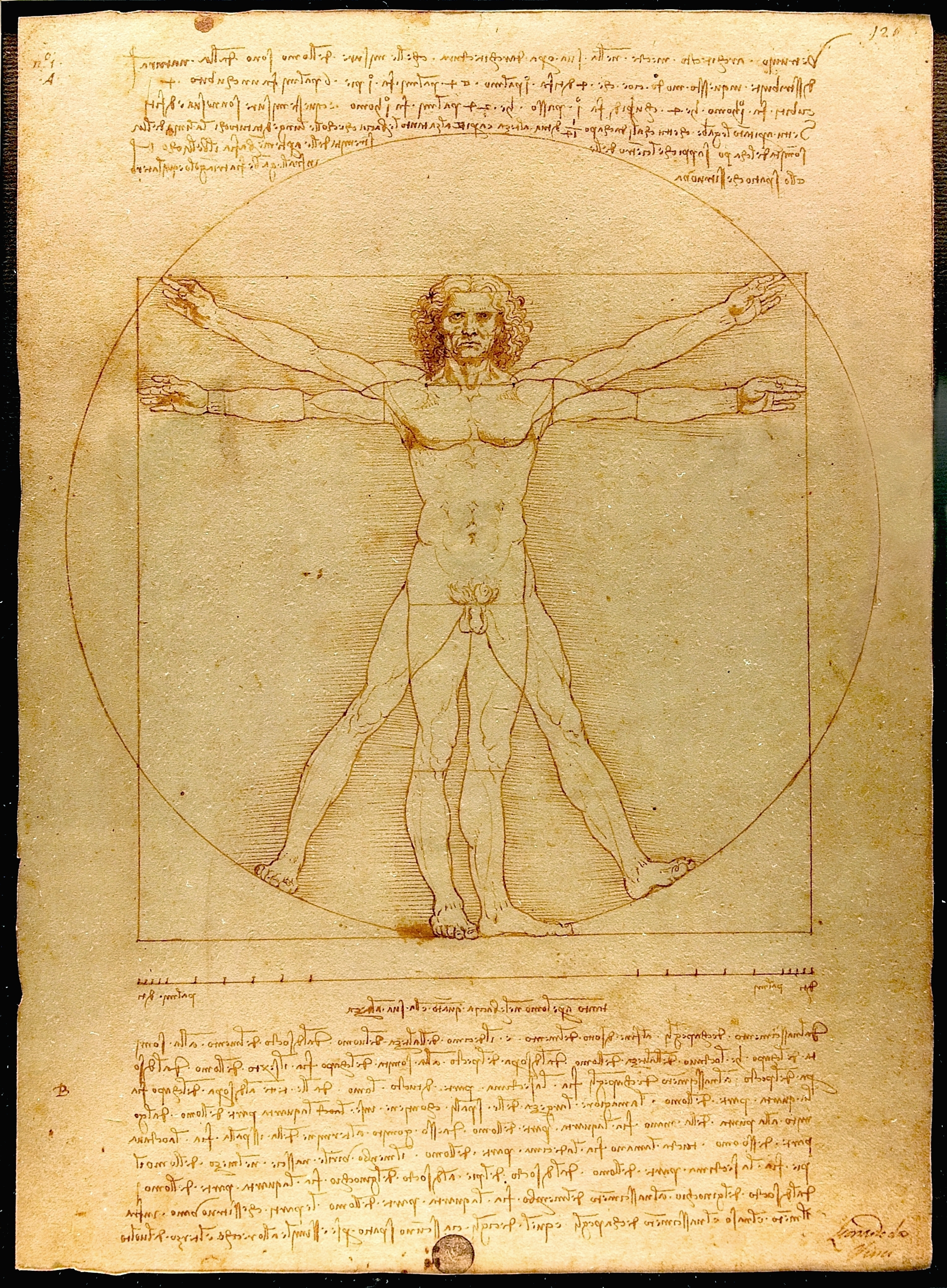
Hombre de Vitruvio. Leonardo da Vinci

En el campo de la arquitectura el concepto de la biónica se incorpora a partir de los años finales del siglo XX. Un equipo interdisciplinar en el que participan arquitectos, urbanistas, ingenieros y biólogos, desarrollan la idea de una nueva forma de ocupar el territorio con asentamientos humanos en sincronía con la vida. La arquitecta María Rosa Cervera Sardá, ha escrito multitud de libros y artículos además de realizar proyectos de arquitectura y urbanismo incorporando lo biónico, con un sentido que se alinea con la sostenibilidad.

### Ciudad
La ciudad biónica se puede considerar en los aspectos de diseño urbano que utilizan los conocimientos de adaptación de la naturaleza, junto con los conocimientos de la tecnología humana, para mejorar el hábitat en el que vivimos como especie, la ciudad. Partiendo de los inventos y propuestas de Leonardo da Vinci para mejorar aspectos de infraestructuras en la ciudad de Florencia, Milán o París, podemos entender la evolución de la ciudad biónica, hasta las propuestas actuales.
La ciudad biónica también se llama ciudad bioclimática, en cuanto se adoptan diseños de la biología para que la ciudad responda con eficiencia al entorno físico en el que se encuentra. Así encontramos propuestas tanto de diseño urbano como de planificación urbanística en las que se consideran parámetros de climatización, como puede ser el sistema de refrigeración utilizado en termiteros por hormigas para adecuar su hábitat al confort vital que requieren. En este sentido estudios realizados del concepto de isla de calor urbana se llevan a cabo por ciudades de todo el mundo, destacar por ejemplo el estudio realizado para Madrid. Desde que las ciudades se convierten en grandes metrópolis, con grandes densidades de personas, de edificación y pavimentos asfaltados que impiden que el agua mantenga su ciclo natural, se propicia la acumulación de calor producida por este entorno construido. Estos estudios y tomas de decisiones, se basan en la utilización de sensores que miden la variación de parámetros en diferentes horas del día y estaciones del año, en diferentes áreas urbanas. Manejar todos estos datos recogidos por los sensores repartidos por toda la ciudad es posible por la utilización de la tecnología, macrodatos, redes neuronales y otros sistemas informáticos de gestión de la información. Además se miden los impactos de otras nuevas tecnologías aplicadas a la construcción urbana como pueden ser la integración de energías renovables o cubiertas ecológicas.

### Audiovisual
Gracias a la biónica, se ha podido llevar a cabo sistemas de adquisición, reproducción y compresión dentro del campo audiovisual, teniendo en cuenta las limitaciones de los sistemas auditivo y visual humanos.
Un claro ejemplo dentro del mundo de la adquisición son los micrófonos, los amplificadores, los altavoces que han sido diseñados de acuerdo con los rangos audibles por los humanos, es decir, de 20 Hz en 20kHz.
Como sistema de compresión de audio encontramos el MP3, que permite almacenar sonido a una calidad similar a la de un CD y con un índice de compresión muy elevado, del orden de 1:11. El sistema de codificación que utiliza el MP3 es un algoritmo de compresión con pérdida, es decir, el sonido original y lo que obtenemos no son idénticos. Eso se debe a que el MP3 aprovecha las deficiencias del oído humano y elimina toda aquella información que no es capaz de percibir.
Otro sistema de compresión, en este caso de imagen, es el JPEG en lo que la compresión se lleva a cabo, en gran parte, en el cromatismo ya que el sistema visual humano es mucho más sensible a la luminosidad que a los colores.
En el caso de los elementos de reproducción podemos mencionar el caso de las pantallas planas que se producen actualmente. Casi como todas las televisiones de tubo de color del pasado, poseen una proporción 1:1:1 de los tres elementos de color de rojo, verde y azul. Sin embargo, como los subpíxeles azules no ayudan casi nada en el ojo a la hora de resolver imágenes, la mayoría de estos píxeles se desprecian. Hay que decir que este sistema ha sido mejorado con los años haciendo las pantallas más eficientes.

### Diseño de productos
Durante el último decenio, el oficio de diseñador ha aumentado considerablemente. Si nos fijamos en el caso de Leonardo Da Vinci, parece evidente que la biónica tendría que aportar al diseñador de hoy día este método de creatividad, de verificación de la validez de nuevas construcciones, una diversificación de las formas destinadas a unas funciones precisas. La relación forma-función es, sin lugar a dudas, el aspecto de la biónica que toca más particularmente el diseñador; y nos queremos referir al hecho que otros aspectos como los principios psicoquímicos del funcionamiento de algunos órganos sensoriales no los toca tan de cerca. Al contrario, una multitud de trabajos de biología tratan del doble aspecto de la relación forma-función: es el dominio de la morfología funcional. A causa de sus soluciones, a menudo inesperadas, la naturaleza esconde riquezas que los diseñadores estarían bien tentados de asimilar a sus diseños.

## Avance de la biónica a través de la historia
En el año 2000 a. C., se registra la primera prótesis en una momia egipcia, la cual tenía un cartucho sujeto al brazo.[cita requerida]
Año 218-208 a. C. Durante la segunda guerra púnica, el general romano Marcus Sergius fabricó la primera mano de hierro con la cual portaba su escudo.
Año 300 a. C. Se fabrica la primera pierna artificial conocida, hecha de madera y bronce.[cita requerida]
Año 1400 Se construye la mano de Alt-Ruppin con hierro que consistía en un pulgar rígido y dos dedos flexibles.[cita requerida]
Año 1510-1590 El cirujano francés Ambroise Paré desarrolla el primer brazo artificial móvil a nivel de codo llamado Le Petit Lorraine. Los dedos podían abrirse o cerrarse; también tenía una palanca por la cual el brazo podía realizar la flexión a nivel del codo.[cita requerida]
Siglo XIX se comienza a implementar el cuero, polímeros y madera para la fabricación de prótesis. También se utilizaban los resortes que ayudan al desarrollo de mecanismos para elementos de transmisión de fuerza.[cita requerida]
Siglo XX El médico francés Gripoulleau realiza varios accesorios como anillos, ganchos y diversos elementos metálicos que realizan trabajo de fuerza y precisión para que los amputados regresen a su vida laboral.
En 1960 Jack E. Steele decía que una vez descubierto el funcionamiento real de los sistemas vivos, se podía materializar en los aparatos, lo que podría dar a entender que Leonardo Da Vinci fue el primer ingeniero biónico, ya que estudió los principios de funcionamiento de los seres vivos para aplicarlos en el diseño de máquinas.

## Desarrollo por países

### AlemaniaAlemania
La biónica ha tenido un gran desarrollo en países como Alemania, que cuenta con cursos titulados. Igualmente, en Japón, Estados Unidos y Reino Unido hay varias escuelas con un gran desarrollo en biorobots.

### Latinoamérica
En Latinoamérica y España se cuenta también con desarrollos de este tipo. En México se fundó la carrera de Ingeniería Biónica en la UPIITA (Unidad Profesional Interdisciplinaria en Ingeniería y Tecnologías Avanzadas) del IPN (Instituto Politécnico Nacional) en 1996, la cual ha rendido frutos en la creación de artefactos biónicos. Por ejemplo, el ingeniero Luis Armando Bravo Castillo, graduado del IPN, creó una prótesis de brazo que funciona por medio de señales eléctricas que emite la piel después de realizar contracciones musculares. Así, el paciente crea un código que le permite poder mover su brazo.

### ColombiaColombia
El colombiano Álvaro Ríos Poveda, investigador en el campo de la biónica en Latinoamérica, desarrolló en 1997 una  prótesis de miembro superior y mano con retroalimentación sensorial, tecnología que permite a los pacientes con amputaciones manejar de una forma más natural los sistemas protésicos de mano.

### EspañaEspaña
Además, en España el desarrollo de la arquitectura biónica con proyectos como la torre biónica han tenido trascendencia internacional, sobre todo las grandes ciudades asiáticas han recurrido a los proyectistas y arquitectos españoles como Eloy Celaya Escribano, Javier Gómez Pioz y María Rosa Cervera Sardá, para encontrar nuevas soluciones a la densidad de sus áreas metropolitanas.